# 金兆梓
金兆梓（1889年7月12日—1975年6月15日），字子敦，号芚盦，男，浙江金华人，中国现代语法学家、历史学家。他以研究史学和汉语语法、修辞为主，同时也从事文艺创作。著有《風雪中的北平》。

## 生平
12岁应县童子试，得案首，20岁毕业于杭州府中学堂，23岁毕业于京师大学堂预科，25岁肄业于天津北洋大学矿冶系。后在浙江省省立第七中学执教、任校长。31岁，在北京高等师范学校任教。1922年到上海，入中华书局编辑所任文史编辑。编辑《新中学初级本国历史》教科书和《新中学教科书初级本国历史参考书》等。一年后离职。1929年，再进中华书局，任教科图书部主任、编辑所副所长。编辑中小学、普通师范及南洋中小学的课本，在抗日战争前，基本全部出版。1941年冬，离开上海。1942年，在重庆中华书局，任《新中华》杂志社社长、总编辑。1950年，退休，迁居苏州。被选为苏州市人大代表，苏州市副市长。1958年回上海，被中华书局复聘为中华书局上海编辑所主任。同时被选为上海市政协委员，兼任上海市文史馆馆长。1964年，因患脑血栓离职休养。“文化大革命”中横遭迫害。1975年6月15日在北京逝世。

## 身后
1979年2月，上海市政协为其彻底平反，恢复名誉。

## 著作
著作有《芚厂治学类稿》《实用国文修辞学》《现代中国外交史》《法国现代史》《实用国文修辞学》《中国史纲》，他在语法方面最重要的著作是《国文法之研究》（中华书局，1922年）。